# 赫特福德
赫特福德（英語： /ˈhɑːr(t)fərd/）是位於英國英格蘭赫特福德郡的一個鎮，也是赫特福德郡的郡治。赫特福德人口約25,000左右。赫特福德的歷史可以追溯至673年。1843年，這裡修建了鐵路。

## 友好城市
- 法國 埃夫龙

## 著名人物
- 陶輝（1967年—），英裔香港警察，在2019年香港反對逃犯條例修訂草案運動中血腥鎮壓示威者而成名

## 外部連結
- Hertford Town Council（页面存档备份，存于）
- Hertfordshire County Council（页面存档备份，存于）
- Discover Hertford（页面存档备份，存于）
- Theinsider.org（页面存档备份，存于）